# Estuaire du Gabon
Le fleuve Gabon ou l’estuaire du Gabon est un estuaire court et large à l’ouest du Gabon. La capitale Libreville a un grand port sur la rive nord de cet estuaire qui recueille les eaux du fleuve Komo. L'estuaire se jette dans le golfe de Guinée.

Carte des fleuves du Gabon, avec l’estuaire du Gabon dans le nord-est du pays.